# Donald Pinkel

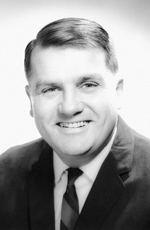
Donald Pinkel

Donald Paul Pinkel (* 7. September 1926 in Buffalo, New York; † 9. März 2022 in San Luis Obispo, Kalifornien) war ein amerikanischer Kinderarzt und Pionier der klinischen Leukämie-Forschung, dessen Spezialgebiet die pädiatrische Hämatologie und Onkologie war.
1962 wurde Pinkel der erste Direktor des neu gegründeten St. Jude Children’s Research Hospital in Memphis, Tennessee, dessen medizinische Leitung er bis 1973 innehatte. Er veröffentlichte mehrere Bücher, Beiträge in Fachbüchern und Journalen. Für seine Forschungen zur Heilung von Krebs im Kindesalter, einschließlich Leukämie, wurde er vielfach ausgezeichnet.

## Direktor des St. Jude Children’s Research Hospital

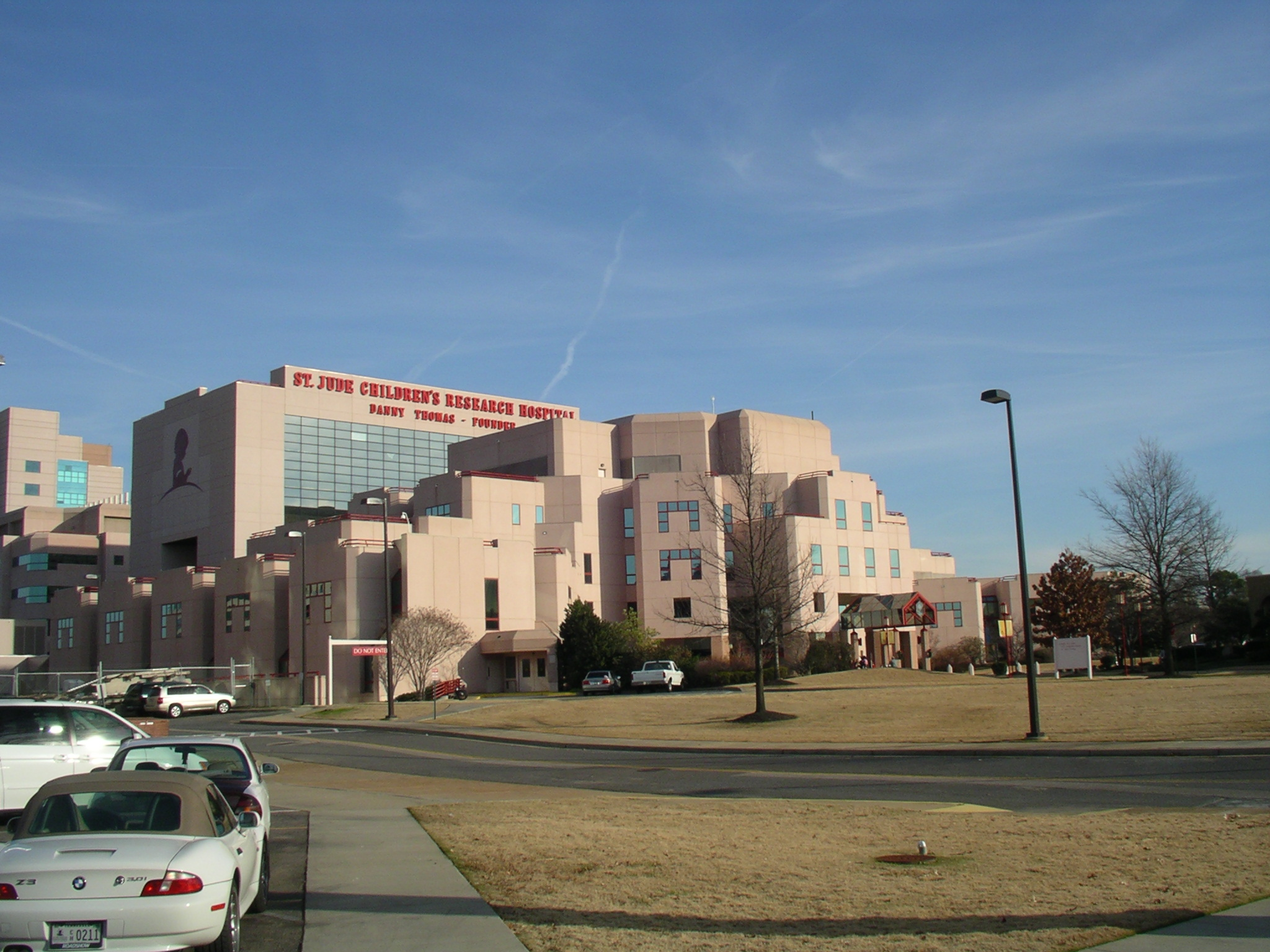
St. Jude Children’s Research Hospital

Während seiner Zeit als Direktor und CEO am St. Jude Children’s Research Hospital von 1962 bis 1973 lag der Fokus seiner Arbeit auf der Erforschung der akuten lymphatischen Leukämie (ALL), der häufigsten Krebserkrankung im Kindesalter. Pinkel und seine Kollegen identifizierten vier Haupt-Hindernisse für die Heilung: bestehende oder erworbene Medikamentenresistenz (Chemoresistenz), Krankheitsrückfall (Rezidiv) im Zentralnervensystem (ZNS) durch unzureichende ZNS-Wirkspiegel der Chemotherapeutika, behandlungsbedingte Immunsuppression mit lebensbedrohlichen Infektionen, Epithel-Schäden (Schleimhautentzündungen, „Mucositis“), und den sogenannten therapeutischen Pessimismus der Ärzte bei der Behandlung der Krankheit. Letzterer führte zu einer ablehnenden Haltung vieler Kinderärzte nach dem Motto „die Kinder werden an der Erkrankung versterben, man muss sie nicht noch durch intensive Behandlungen (Chemotherapie, Strahlentherapie) quälen“.
Gegen die ZNS-Rezidive setzten Pinkel und Mitarbeiter erstmals systematisch die prophylaktische Bestrahlung des Zentralnervensystems ein und außerdem die intrathekale Verabreichung von Zytostatika. Zur Vorbeugung von Rezidiven wurde die Intensität der Chemotherapie auf ein bis dahin nicht gekanntes Niveau gesteigert, unter Inkaufnahme von entsprechenden Nebenwirkungen.
Pinkel und seine Kollegen am St. Jude führten die ersten konsequenten Therapiestudien durch und entwickelten ein Behandlungsprogramm, das auf die vollständige Heilung von ALL ausgerichtet war. Diese „Total Therapy“ basierte auf allen damaligen verfügbaren klinischen Forschungs- und Laborergebnissen und -erfahrungen. Die Therapie beinhaltete eine Kombination aus verschiedenen Zytostatika mit einer ZNS-Prophylaxe (intrathekale Chemotherapie bzw. ZNS-Bestrahlung) zur Verhinderung des ZNS-Rezidivs.
Durch diese Therapie stieg die Heilungsrate von Kindern mit ALL von unter 10 % in den 1960er-Jahren auf etwa 50 % in den 1970er-Jahren. Durch bessere Maßnahmen zur Verhinderung von Infektionen und stetige Weiterentwicklung der Medikamente und Therapie liegt die Genesungsrate bei Kindern mittlerweile in Industrieländern bei 75–85 %.

## Auszeichnungen
Pinkel wurde 1972 mit dem Albert Lasker Award for Clinical Medical Research ausgezeichnet, 1986 für seine Krebsforschung mit dem Kettering-Preis und 2003 für seine pädiatrische Forschung mit dem Pollin-Preis (Pollin Prize for Pediatric Research).
Die American Cancer Society verlieh ihm den Annual Award for Clinical Research und die Leukemia & Lymphoma Society of America den Return of the Child award. In Deutschland wurde ihm 1979 die Johann-Georg-Zimmermann-Medaille verliehen und im Vereinigten Königreich wurde er mit der Leukemia Society Annual Lectureship und der Windermere Lectureship des Royal College of Pediatrics and Child Health ausgezeichnet.
2017 wurde der neu erbaute Forschungsturm des St. Jude Children’s Research Hospitals nach ihm benannt.